# تانجو

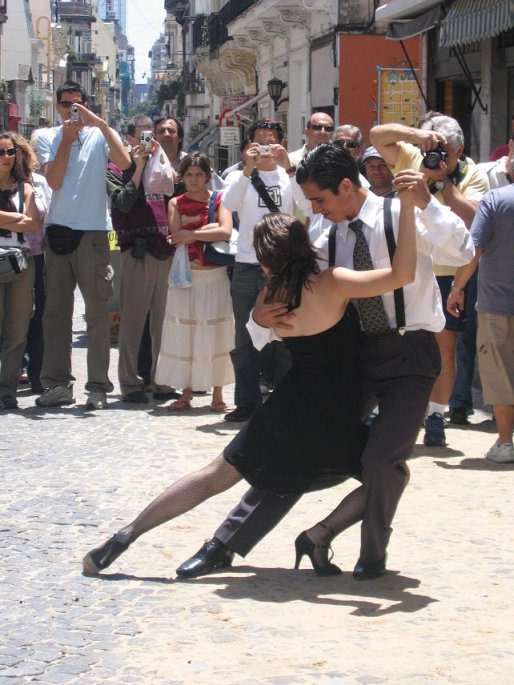
عرض تانغو في بوينس آيرس

التانغو (بالإنجليزية: Tango)‏ هو نوع موسيقي مصاحب لرقصات، أصله من بوينس آيرس بالأرجنتين ومونتيفيديو، الأرغواي وانتشر في العالم بعد ذلك.

## تاريخ التانغو
نشأ التانغو في مقاطعات [الأرجنتين] الطبقة الدنيا في بوينس آيرس، وقد كانت الموسيقى عبارة عن خليط من عدة أشكال من الموسيقا الأوروبية. كتب خورخي لويس بورخيس في "El idioma de los argentinos": «يعود التانغو إلى ريو دي لا بلاتا Rio de la Plata وهو ابن ميلونغا»milonga«الأورغوية وحفيد رقصة هابانيرا»habanera" ".
يعود أصل كلمة تانغو في استخدامها للتعبير عن هذا النوع من الرقص إلى التسعينات من القرن التاسع عشر 1890.

## تراث عالمي
في سبتمبر 2009 وإثر طلب تقدمت به الأرجنتين والأوروغواي البلدين اللتين انتشرت بهما الموسيقى والرقصة في بادئ الأمر، أعلنت منظمة اليونيسكو أن رقصة التانغو تعتبر جزءا من «التراث الثقافي الإنساني غير الملموس» في العالم.

## أنماط التانغو
هناك العديد من أنماط رقصة التانغو تبعاً للمنطقة أو الفترة الزمنية التي تطور فيها النمط ومنها:
- تانغو أرجنتيني
- تانغو شرقي
- تانغو ليسو
- تانغو صالون
- تانغو أوريليرو
- تانغو نيوفو
- عرض التانغو
- تانغو فنلندي

وترقص هذه الأنماط على العديد من أنواع الموسيقى منها:
- تانغو
- فالس
- ميلونغا

## تأثير التانغو
الموسيقى والحركات المستخدمة في التانغو تظهر في العديد من النشاطات الرياضية مثل الجمباز، التزلج الفني على الجليد وغيرها وذلك بسبب ما توحيه من رهافة في المشاعر.

## وصلات خارجية
. على يوتيوب
- الملف الصوتي "La Cumparsita (tango).ogg" مفقود مقطوعة من التانغو

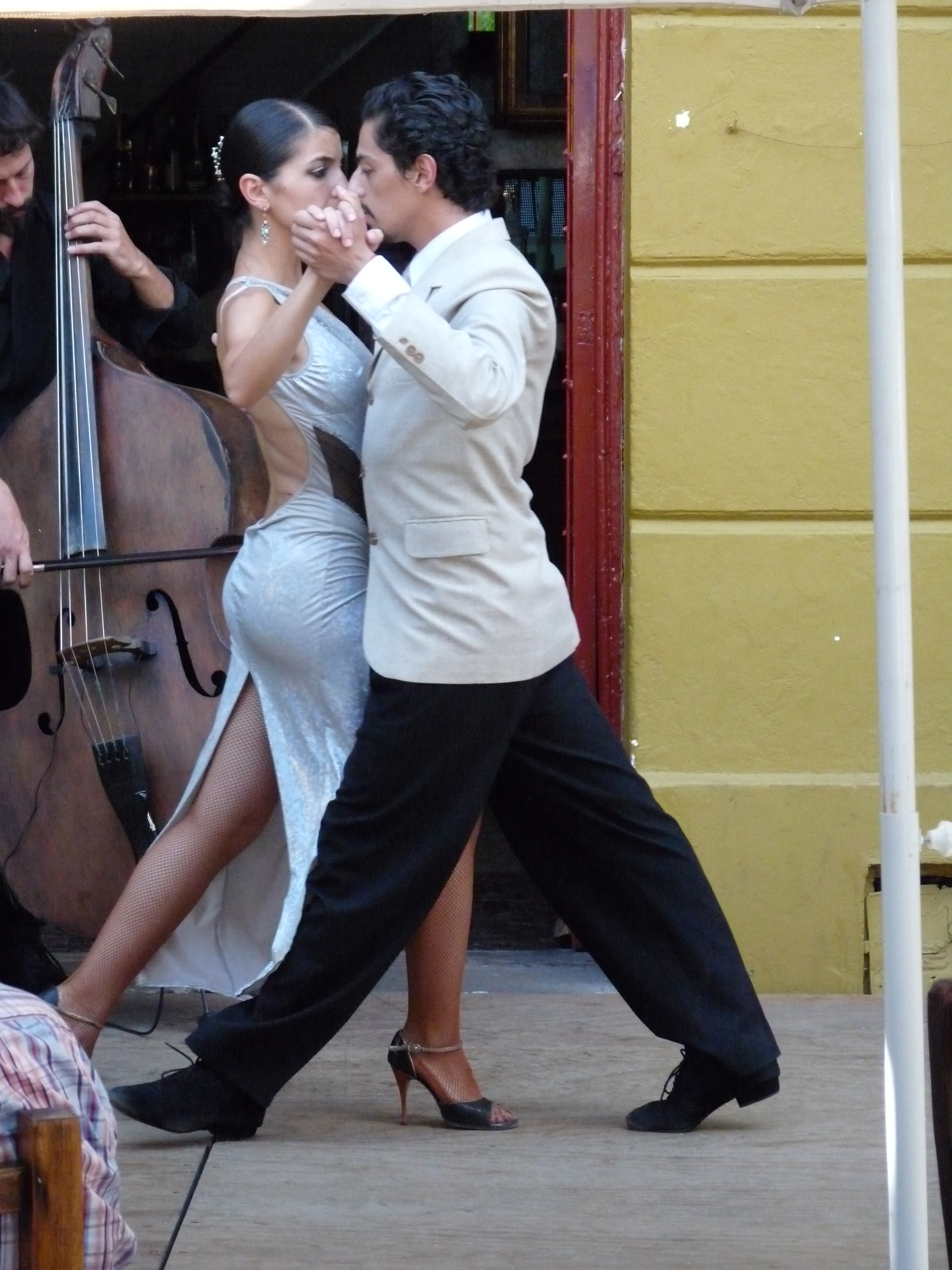
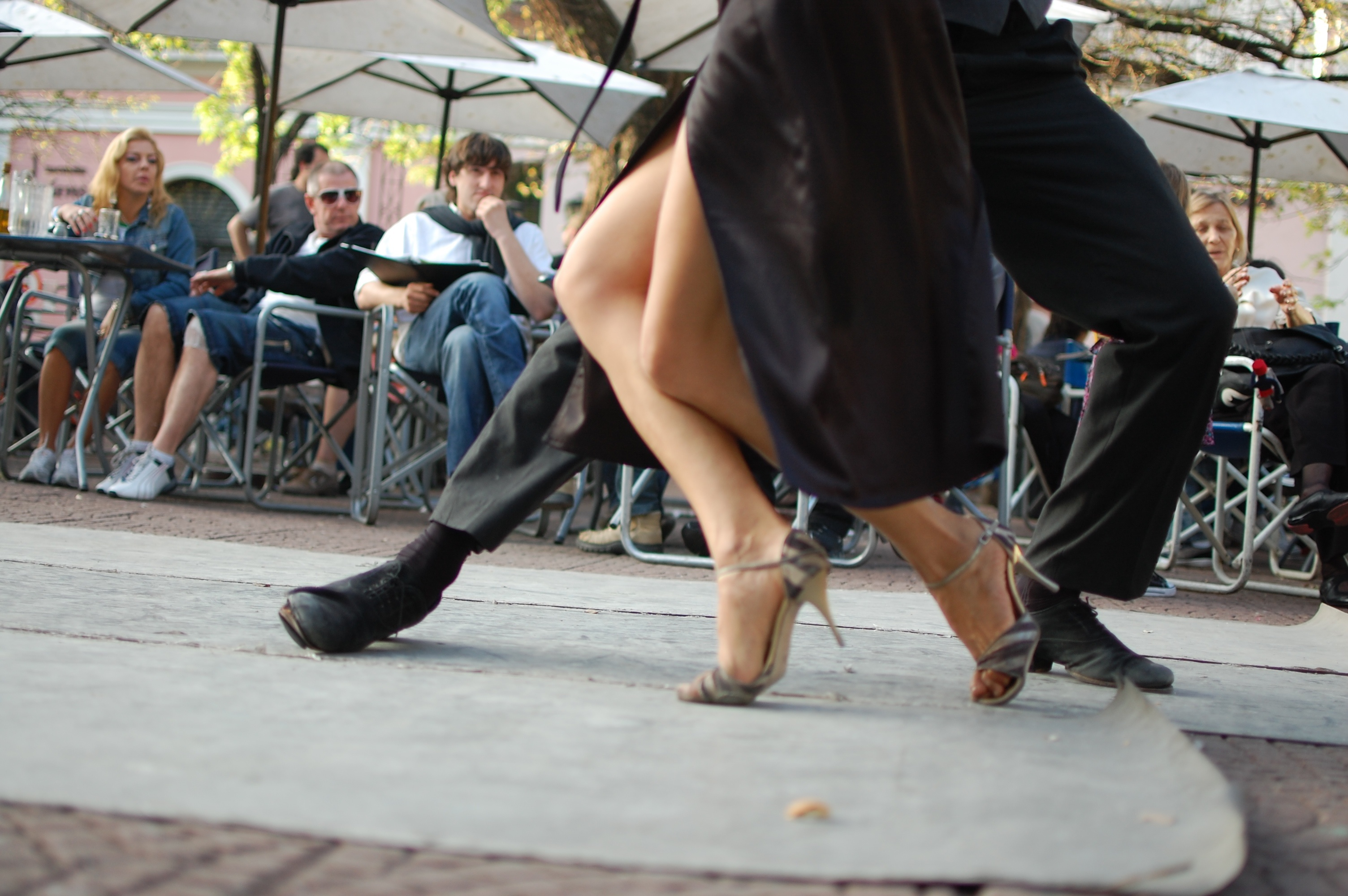